# Tomoko Macunagaová
Tomoko Macunagaová (japonsky 松永 知子, * 10. srpna 1971) je bývalá japonská fotbalistka.

## Reprezentační kariéra
Za japonskou reprezentaci v letech 1988 až 1991 odehrála 13 reprezentačních utkání. Byla členkou japonské reprezentace i na Mistrovství Asie ve fotbale žen 1989 a 1991.

## Statistiky
| Japonsko | Japonsko | Japonsko |
| Roky     | Záp.     | Góly     |
| -------- | -------- | -------- |
| 1988     | 2        | 0        |
| 1989     | 4        | 0        |
| 1990     | 2        | 0        |
| 1991     | 5        | 0        |
| Celkem   | 13       | 0        |

## Úspěchy

### Reprezentační
- Mistrovství Asie:  1991;  1989